# Робертс, Линн
Линн Робертс (англ. Lynne Roberts), также снимавшаяся в кино под именем Мэри Харт (англ. Mary Hart), имя при рождении Теда Мэй Робертс (англ.  Theda Mae Roberts ; 22 ноября 1922 года — 1 апреля 1978 года) — американская актриса, снимавшаяся в фильмах 1930—1950-х годов.
К числу наиболее известных фильмов с участием Робертс относятся «Возвращение Дика Трейси» (1938), «Одинокий рейнджер» (1938), «С огоньком» (1941), «Серенада солнечной долины» (1941), «Секрет доктора Рено» (1942), «Тихо, пожалуйста: убийство» (1942), «Мёртв по прибытии» (1949), «Опасная профессия» (1949), «Выследить человека» (1950), «Жестокая площадка» (1958), а также многочисленные вестерны 1930—1950-х годов с участием Роя Роджерса, Тима Холта и Джина Отри.

## Ранние годы жизни и начало карьеры
Линн Робертс, имя при рождении Теда Мэй Робертс, родилась 22 ноября 1922 года в Эль Пасо, Техас, в семье бухгалтера. Как отмечает историк кино Гэри Брамбург, «имя Теда мать дала ей в честь своей любимой экранной женщины-вамп Теды Бары». У Теды был брат Джон, который был на два года старше её. С 4 лет она танцевала, пела и играла на школьной сцене. Несколько лет спустя она вместе с братом уже выступала с танцевально-песенным номером в эстрадной программе. В 1920-е годы семья переехала в Лос-Анджелес. В подростковом возрасте, сменив сценическое имя на Линн Робертс, она начала искать работу на киностудиях.

## Карьера в кинематографе
В 1936 году 14-летняя Робертс подписала контракт со студией Republic Pictures, начав кинокарьеру с малых ролей. Свою первую эпизодическую роль она сыграла в криминальной мелодраме «Утренний выпуск» (1936).
В 1938 году, когда Робертс начала активно работать в кино, ей было 16 лет. Чтобы избежать возрастного вопроса, год её рождения в документах был исправлен на 1919-й. Как написал историк кино Барри Робертс, по настоянию Republic Studios год рождения 15-летней Линн был намеренно изменён с 1922 на 1919-й, чтобы избежать проблем, когда ей приходилось играть роли романтической героини.
Уже в 1938 году она была героиней вестерна про трёх мушкетёров, а также «таких захватывающих киносериалов», как вестерн «Одинокий рейнджер» (1938) и криминальный экшн «Возвращение Дика Трейси» (1938). В том же году она сыграла дочь в комедии «Семья Хиггинсов» (1938), а также в нескольких последовавших за ним фильмов киносериала, который «должен был стать низкобюджетным конкурентом Republic сериалу „Семья Харди“ киностудии MGM».

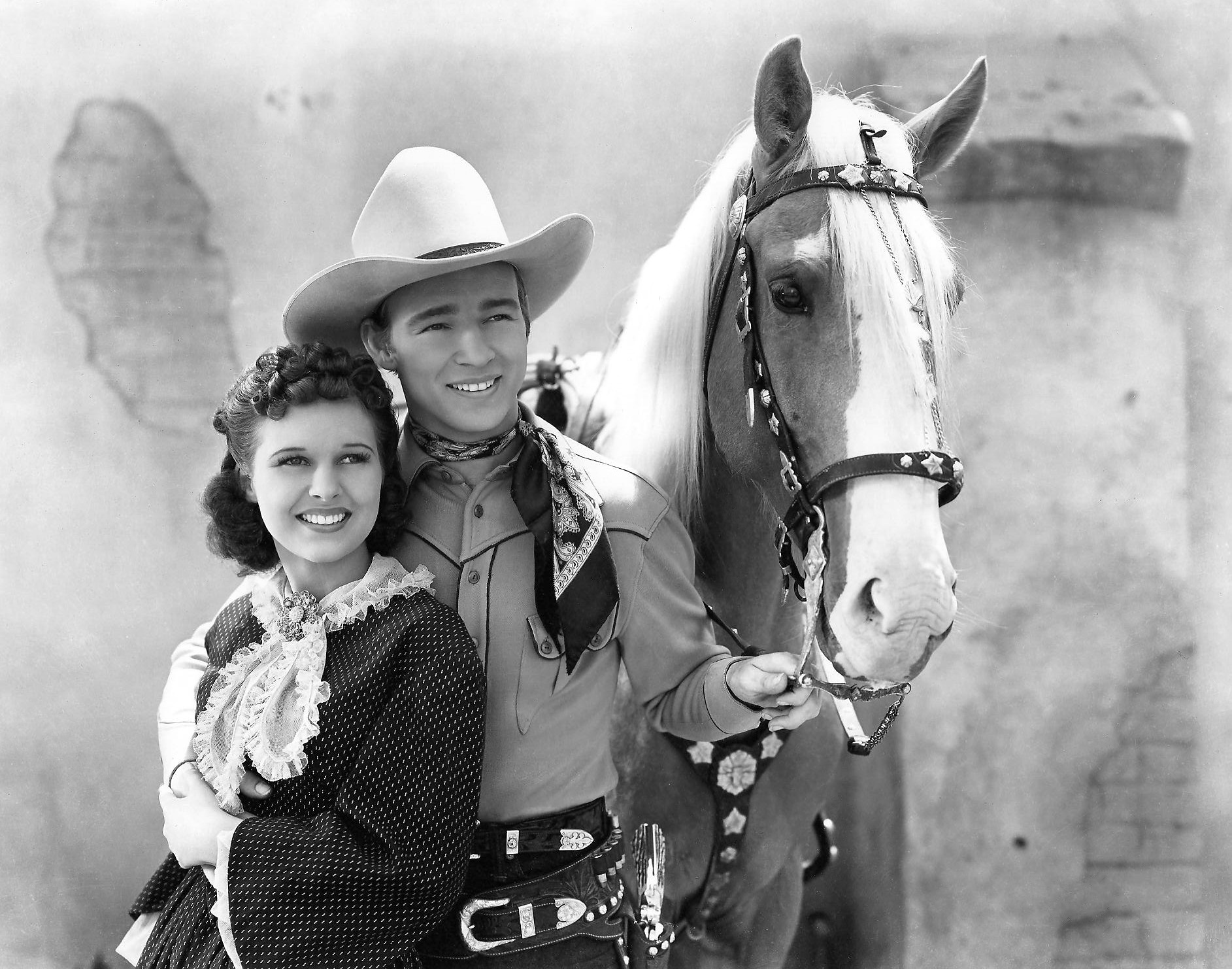
Линн Робертс, Рой Роджерс и Триггер в фильме «Билли Кид возвращается» (1938)

В конце концов её выдвинули на главную женскую роль в качестве возлюбленной «героя полынных саг», поющего ковбоя Роя Роджерса в серии вестернов 1938—1939 годов, среди них «Сияй, урожайная луна» (1938), «Рейнджеры, вперёд!» (1938), «Билли Кидд возвращается» (1938), «Приграничный Пони-экспресс» (1938), «На Юг» (1939) и «Облава на суровых всадников» (1939). Всего Робертс сыграла с Роджерсом в восьми вестернах, в семи из них её имя было указано как Мэри Харт. Как написал историк кино Хэл Эриксон, с 1939 по 1942 год «она выступала под именем Мэри Харт, вероятно, потому, чтобы студия могла рекламировать собственную экранную команду, которая называлась „Роджерс и Харт“». В 1939 году всё ещё как Мэри Харт она сыграла также в криминальной комедии Republic «Таинственная мисс Х» (1939), где она является подозреваемой в убийстве, в которую влюбляется один из детективов-любителей, расследующих это преступление.
Как написал исследователь жанра вестерн Чак Андерсон, «эти роли она сыграла во время первого срока своего контракта на Republic, который действовал с января 1938 по июнь 1939 года. Этот контракт дал ей некоторую безопасность и регулярный доход, но Republic мог делать с ней всё, что хотел». Из-за денежных разногласий она ушла с Republic, и поскольку ей не нравилось имя Мэри Харт, она сменила его на Линн Робертс, подписав под этим именем контракт с 20th Century Fox. Как пишет Эриксон, «перейдя на 20th Century Fox, она снова стала Линн Робертс, сохранив это имя вплоть до завершения карьеры в 1953 году».
Год спустя она была указана первой в списке актёров детективной комедии Twentieth Century-Fox «Невеста была на костылях» (1940), исполнив роль первоклассной журналистки Мидж Ламберт, которая помогает начинающему газетному репортёру Джонни Диксону (Тед Норт) разоблачить банду, совершившую банковское ограбление. Когда бандиты уже окружены, Джонни случайно роняет автомат, пуля которого ранит Мидж в ногу. Это, однако, не мешает ей на костылях выйти замуж за Джонни. Как отметил Эриксон, «несмотря на такое название, на протяжении почти всей картины у Робертс (как всегда) были две идеально хорошие ноги». В мелодраме «Улица воспоминаний» (1940) Робертс сыграла официантку из кафе Китти Фостер, которая влюбляется в бродягу, страдающего амнезией. Когда память к нему возвращается, оказывается, что он наследник богатого бизнесмена из Чикаго и понимает, что любит Китти по-настоящему. Как отметил Брамбург, фильмы «Невеста была на костылях» (1940) и «Улица воспоминаний» (1940), «в основном, были проигнорированы критикой. Вскоре её снова понизили до эпизодических ролей, особенно после того, как в 1941 году она привела начальство в ярость, самовольно сбежав со студии».
Как отмечает Андерсон, «наиболее популярным фильмом Робертс является „Серенада солнечной долины“ (1941) с Соней Хени и Джоном Пейном в главных ролях, который более всего известен композициями в исполнении Гленна Миллера и его оркестра. Среди красавиц в эпизодических ролях можно увидеть и Линн Робертс в роли секретаря офиса и телефонного оператора». В номинированой на четыре «Оскара» романтической комедии «С огоньком» (1941) с Барбарой Стенвик в главной роли Робертс также сыграла эпизодическую роль женщины в зале (без упоминания в титрах). Главные женские роли она получила в двух малобюджетных вестернах с Джорджем Монтгомери в главной роли — «Всадники Пёрпл-Сейдж» (1941) и «Последний из Дуэйнов» (1941).
В 1942 году Робертс сыграла важную роль библиотекаря в фильме нуар «Тихо, пожалуйста: убийство» (1942) с Джорджем Сэндерсом в роли мошенника, торгующего поддельными изданиями уникальных антикварных книг, который становится на путь убийств. В фильме ужасов «Тайна доктора Рено» (1942) Робертс сыграла ключевую роль красивой племянницы безумного учёного, в которую влюбляется созданный им монстр. Робертс была указана первой в списке актёров криминальной комедии «Человек в сундуке» (1942), сыграв роль танцовщицы из ночного клуба, которая вместе с адвокатом расследует смерть букмекера десятилетней давности, скелет и кости которого она обнаружила в купленном ей старом сундуке.
В 1944 году Робертс снялась на студии Columbia Pictures в детективной комедии «Привидение, которое ходит в одиночку» (1944), сыграв роль звезды радиошоу и молодой жены главного героя, специалиста по спецэффектам, который во время медового месяца обнаруживает в доме труп своего продюсера, после чего вместе с женой расследует его убийство.
Почувствовав, что её карьера «пошла в никуда», Робертс вернулась на Republic Pictures, где снова работала по контракту с сентября 1944 по март 1948 года. Она начала с нескольких проходных фильмов, таких как «Порт сорока воров» (1944) и «Мой товарищ» (1944). В фильме нуар «Порт сорока воров» (1944) она сыграла дочь от первого брака убитого миллионера, которая подозревает, что отца убила его нынешняя жена, и это приводит к серии новых преступлений. В криминальной мелодраме «Мой товарищ» она сыграла любящую подругу ветерана Первой мировой войны, который не в силах найти своё место в обществе, в результате чего скатывается к преступности и погибает.
Затем последовала серия низкобюджетных фильмов, в которых Робертс играла одну из главных ролей, среди них тюремная драма «Девушка в большом доме» (1945), криминальный хоррор «Призрак говорит» (1945), криминальная мелодрама «Чикаго Кид» (1945) и криминальная мелодрама «За городскими огнями» (1945).
В 1946 году Робертс перешла со студии Republic на Columbia Pictures, где вернулась в жанр вестерн, выдав «свойственную себе крепкую и не лишённую юмора игру» в фильме «Сью из Сиу-Сити» (1946) со звездой вестернов Джином Отри, для которого это был первый фильм после возвращения со Второй мировой войны. Робертс сделала с Отри ещё два фильма — «Робин Гуд из Техаса» (1947) и «Приятели в седле» (1947), а также единственный свой вестерн с Монти Хейлом на студии Republic — «Лесная тропа» (1948). Она также сделала на Republic свой восьмой фильм с Роем Роджерсом «Глаза Техаса» (1948).
Робертс также сыграла на Republic роль секретарши частного детектива в криминальной мелодраме «Леди-пилигрим» (1947) и роль секретарши губернатора, которая становится продюсером шоу, в музыкальной комедии «Это моя девочка» (1947). В криминальной мелодраме «Мадонна пустыни» (1948) она была преступницей, которая вознамерилась украсть бесценную статую, но отказалась от своих намерений, когда у неё возник роман с другим вором, покусившемся на эту же статую, после чего они вместе решают дать отпор другим бандитам. В криминальной мелодраме «Следователь секретной службы» (1948) Робертс сыграла журналистку и возлюбленную главного героя, которому она помогает разоблачить банду торговцев фальшивыми коллекционными монетами. В криминальной комедии «Молния в лесу» (1948) взбалмошная героиня Робертс влюбляется в своего психиатра, одновременно помогая ему обезвредить банду грабителей. В том же году в криминальной мелодраме студии Сола Вертесела «Предпочтение отдаётся проблемам» (1948) Робертс и Пегги Кнудсен сыграли парочку начинающих женщин-копов, которым поручено расследование предполагаемого самоубийства. Во всех этих фильмах Роберст играла главные роли, однако сами фильмы были малобюджетными и не обратили на себя заметного внимания.
В 1949 году Робертс сыграла небольшие роли в нескольких фильмах нуар, среди них классический «Мёртв по прибытии» (1949) и «Опасная профессия» (1950). В фильме нуар студии RKO Pictures «Выследить человека» (1950) она сыграла более значимую роль официантки в кафе, которая влюбляется в пианиста, подозреваемого в убийстве. В 1950 году она была партнёршей Джина Отри в независимом вестерне «Палящее солнце» (1950), Тима Холта — в музыкальном вестерне RKO «Заминированный проход» (1950) и Кирби Гранта — в вестерне Monogram «Зов Клондайка» (1950).
В 1952 году в фильме нуар «Из-за тебя» (1952) Робертс сыграла подругу, влюблённую в главного героя, боевого летчика (Джефф Чандлер), у которого в свою очередь развивается непростой роман с медсестрой (Лоретта Янг). Она также сыграла роль второго плана в вестерне компании Pine-Forest «Пылающий лес» (1952) и главную женскую роль в фантастическом приключенческом фильме компании American Pictures «Зловещий порт» (1953). В 1953 году после третьего брака Робертс ушла из кино.

## Карьера на телевидении
Робертс впервые появилась на телевидении в 1950 году, сыграв в программах «Звёзды над Голливудом» и «Шоу Джина Отри». Позднее у неё были роли в сериалах «Отряд по борьбе с рэкетом» (1951), «Театр у камина» (1951), «Дела Эдди Дрейка» (1952), «Опасное задание» (1952), «Мистер и миссис Норт» (1953), «Жизнь и житие Уайатта Эрпа» (1955) и «Приключения Эллери Куинна» (1955). Всего Робертс сыграла в 36 эпизодах 19 различных телесериалов и телепрограмм.

## Актёрское амплуа и оценка творчества
Линн Робертс была голубоглазой, привлекательной техасской актрисой, которая начала свою кинокарьеру во второй половине 1930-х годов на киностудии Republic. Первоначально она играла эпизодические роли, а в 1938—1939 годах под именем Мэри Харт стала партнёршей Роя Роджерса, сыграв главные женские роли в серии вестернов категории В. В общей сложности под различными именами Робертс снялась в 72 фильмах, среди которых было 24 вестерна, 24 криминальные мелодрамы и 2 киносериала. Большинство её фильмов были категории В, в которых она играла преимущественно главные женские роли. Она также сыграла несколько эпизодических и небольших ролей в фильмах категории А.

## Личная жизнь
Линн Робертс была замужем четыре раза. Её первым мужем был сотрудник авиакомпании Уильям Энгельберт-младший. Брак с ним продлился с 1941 по 1944 год и закончился разводом, в 1943 году у неё родился сын Билл. С 1944 по 1952 год она была замужем за строительным подрядчиком, а затем ассистентом босса студии Republic Pictures Джоном Луисом Гарделлой.
В 1955 году она вышла замуж за производителя лифчиков Хаймана Б. Сэмюэлса, от которого в 1955 году родила дочь Пери Маргарет. Когда ей было тридцать с небольшим, Робертс около 1955 года ушла из кино, чтобы посвятить себя семье и другим занятиям. Брак с Сэмюэлсом закончился разводом в 1961 году, а в 1971 году она вышла замуж за профессионального борца Дона Себастиана, однако на момент её смерти в 1978 году они уже жили раздельно.

## Смерть
16 декабря 1977 года Линн Робертс поскользнулась и упала в туалетной комнате в своём доме, получив тяжёлую травму головы. Она впала в кому, и умерла от кровоизлияния в мозг 1 апреля 1978 года в Шерман-Окс, Калифорния, в возрасте 56 лет.

## Фильмография
| Год       |     | Русское название                       | Оригинальное название             | Роль                                                              |
| --------- | --- | -------------------------------------- | --------------------------------- | ----------------------------------------------------------------- |
| 1936      | ф   | Утренний выпуск                        | Bulldog Edition                   | телефонистка (в титрах не указана)                                |
| 1937      | ф   | Опасный отпуск                         | Dangerous Holiday                 | Джин Роббинс (в титрах как Lynn Roberts)                          |
| 1937      | ф   | Сердце Скалистых гор                   | Heart of the Rockies              | Лорна Доусон (в титрах как Lynn Roberts)                          |
| 1937      | ф   | Мама выходит из себя                   | Mama Runs Wild                    | Эдит Саммерс (в титрах как Lynn Roberts)                          |
| 1937      | ф   | Девушка из цирка                       | Circus Girl                       | молодая девушка (в титрах не указана)                             |
| 1937      | ф   | Стелла Даллас                          | Stella Dallas                     | молодая девушка (в титрах не указана)                             |
| 1938      | ф   | Одинокий рейнджер                      | The Lone Ranger                   | Джоан Бланчард (в титрах как Lynn Roberts)                        |
| 1938      | ф   | Тайна голливудского стадиона           | Hollywood Stadium Mystery         | Эдна Мейберри (в титрах как Lynn Roberts)                         |
| 1938      | ф   | Зов мушкетёров                         | Call the Mesquiteers              | Мэдж Ирвинг (в титрах как Lynn Roberts)                           |
| 1938      | ф   | Семья Хиггинсов                        | The Higgins Family                | Мариэн Хиггинс (в титрах как Lynn Roberts)                        |
| 1938      | ф   | Дик Трейси возвращается                | Dick Tracy Returns                | Гвен Эндрюс (в титрах как Lynn Roberts)                           |
| 1938      | ф   | Билли Кид возвращается                 | Billy the Kid Returns             | Эллен Мур (в титрах как Мэри Харт)                                |
| 1938      | ф   | Давайте, рейнджеры!                    | Come on, Rangers!                 | Дженис Форбс (в титрах как Мэри Харт)                             |
| 1938      | ф   | Сияй, урожайная луна                   | Shine on Harvest Moon             | Клэр Брауэр (в титрах как Мэри Харт)                              |
| 1939      | ф   | Таинственная мисс Икс                  | The Mysterious Miss X             | Джули Грэм (в титрах как Мэри Харт)                               |
| 1939      | ф   | Облава на суровых всадников            | Rough Riders' Round-up            | Дороти Блэйр (в титрах как Мэри Харт)                             |
| 1939      | ф   | На Юг                                  | Southward Ho                      | Эллен Денбиг (в титрах как Мэри Харт)                             |
| 1939      | ф   | Приграничный Пони-экспресс             | Frontier Pony Express             | Энн Лонгхорн (в титрах как Мэри Харт)                             |
| 1939      | ф   | Родственники моей жены                 | My Wife's Relatives               | Джин Хиггинс (в титрах как Мэри Харт)                             |
| 1939      | ф   | В старом Калиенти                      | In Old Caliente                   | Джин (в титрах как Мэри Харт)                                     |
| 1939      | ф   | Должны ли мужья работать?              | Should Husbands Work?             | Джин Хиггинс (в титрах как Mary Hart)                             |
| 1939      | ф   | Всё на льду                            | Everything's on Ice               | Джейн Бартон                                                      |
| 1940      | ф   | Средняя школа                          | High School                       | Кэрол Робертс                                                     |
| 1940      | ф   | Звёздная пыль                          | Star Dust                         | девушка из колледжа                                               |
| 1940      | ф   | Невеста была на костылях               | The Bride Wore Crutches           | Мидж Ламберт                                                      |
| 1940      | ф   | Улица воспоминаний                     | Street of Memories                | Кэтрин (Китти) Фостер                                             |
| 1940      | ф   | Вперед, Сильвер                        | Hi-Yo Silver                      | Джоан Бланчард (хроника)                                          |
| 1941      | ф   | Огненный шар                           | Ball of Fire                      | женщина в вуали в аудитории Джина Крупы (в титрах как Мэри Харт)  |
| 1941      | ф   | Роман на Рио-Гранде                    | Romance of the Rio Grande         | Мария Кордова                                                     |
| 1941      | ф   | Скачи, ковбой                          | Ride on Vaquero                   | Маркерита Мартинес                                                |
| 1941      | ф   | Луна над Майами                        | Moon Over Miami                   | Дженни Мэй                                                        |
| 1941      | ф   | Последний из Дуэнов                    | Last of the Duanes                | Нэнси Боудри                                                      |
| 1941      | ф   | Всадники Пёрпл-Сейдж                   | Riders of the Purple Sage         | Нэнси Боудри                                                      |
| 1941      | ф   | Серенада солнечной долины              | Sun Valley Serenade               | секретарша (в титрах не указана)                                  |
| 1941      | ф   | Янки в королевских ВВС                 | A Yank in the R.A.F.              | медсестра в лодке (в титрах не указана)                           |
| 1941      | ф   | Блюз в ночи                            | Blues in the Night                | женщина в вуали в аудитории Гаса Хейзера (в титрах как Мэри Харт) |
| 1942      | ф   | Молодая Америка                        | Young America                     | Элизабет Барнс                                                    |
| 1942      | ф   | Человек в сундуке                      | The Man in the Trunk              | Пегги Ляру                                                        |
| 1942      | ф   | Секрет доктора Рено                    | Dr. Renault's Secret              | Маделон Рено                                                      |
| 1942      | ф   | Тихо, пожалуйста: убийство             | Quiet Please: Murder              | Кей Райан                                                         |
| 1944      | ф   | Призрак, который бродит сам по себе    | The Ghost That Walks Alone        | Сью Макгуайр Грант                                                |
| 1944      | ф   | Порт 40 воров                          | Port of 40 Thieves                | Нэнси Хаббард Чейни                                               |
| 1944      | ф   | Мой приятель                           | My Buddy                          | Люси Мэннерс                                                      |
| 1944      | ф   | Большая Бонанца                        | The Big Bonanza                   | Джуди Паркер                                                      |
| 1944      | кор | Три сестры болот                       | Three Sisters of the Moors        | Эмили Бронте                                                      |
| 1945      | ф   | Призрак говорит                        | The Phantom Speaks                | Джоан Ренвик                                                      |
| 1945      | ф   | Парень из Чикаго                       | The Chicago Kid                   | Крис Митчелл                                                      |
| 1945      | ф   | За городскими огнями                   | Behind City Lights                | Джин Лоуелл                                                       |
| 1945      | ф   | Девушки Большого дома                  | Girls of the Big House            | Джинн Крейл                                                       |
| 1946      | ф   | Зимняя сказка                          | Winter Wonderland                 | Нэнси Уилер                                                       |
| 1946      | ф   | Великолепный мошенник                  | The Magnificent Rogue             | Пэт Браун Морган                                                  |
| 1946      | ф   | Сью из Сиу-Сити                        | Sioux City Sue                    | Сью Уорнер                                                        |
| 1947      | ф   | Странствующая леди                     | The Pilgrim Lady                  | Генриетта Рэнкин, она же Айрис Фабиан                             |
| 1947      | ф   | Это моя девочка                        | That's My Gal                     | Натали Адамс                                                      |
| 1947      | ф   | Приятели в седле                       | Saddle Pals                       | Шелли Брукс                                                       |
| 1947      | ф   | Робин Гуд из Техаса                    | Robin Hood of Texas               | Вирджиния Скоггинс                                                |
| 1948      | ф   | Мадонна пустыни                        | Madonna of the Desert             | Моника Дэйл                                                       |
| 1948      | ф   | Молния в лесу                          | Lightnin' in the Forest           | Джерри Вэйл                                                       |
| 1948      | ф   | Следователь секретной службы           | Secret Service Investigator       | Сьюзен Лейн                                                       |
| 1948      | ф   | Глаза Техаса                           | Eyes of Texas                     | Пенни Тэтчер                                                      |
| 1948      | ф   | Сыновья приключений                    | Sons of Adventure                 | Джин                                                              |
| 1948      | ф   | Лучше проблемы                         | Trouble Preferred                 | Мэдж Уокер                                                        |
| 1948      | ф   | Лесная тропа                           | The Timber Trail                  | Эллис Бейкер                                                      |
| 1949      | ф   | Опасная профессия                      | A Dangerous Profession            | мисс Уилсон (в титрах не указана)                                 |
| 1949      | ф   | Мёртв по прибытии                      | D.O.A.                            | Джейн Карлайл (в титрах не указана)                               |
| 1950      | ф   | Великое ограбление самолёта            | The Great Plane Robbery           | Мэри                                                              |
| 1950      | ф   | Заминированный проход                  | Dynamite Pass                     | миссис Мэри Мэдден                                                |
| 1950      | ф   | Палящее солнце                         | The Blazing Sun                   | Хелен Эллис                                                       |
| 1950      | ф   | Зов Клондайка                          | Call of the Klondike              | Эмили Мэллори                                                     |
| 1950      | ф   | Выследить человека                     | Hunt the Man Down                 | Сэлли Кларк                                                       |
| 1950      | с   | Шоу Джина Отри                         | The Gene Autry Show               | разные роли (2 эпизода)                                           |
| 1950—1951 | с   | Звёзды над Голливудом                  | Stars Over Hollywood              | разные роли (5 эпизодов)                                          |
| 1951      | с   | Голливудская премьера                  | Hollywood Opening Night           | разные роли (3 эпизода)                                           |
| 1951      | с   | Отряд по борьбе с рэкетом              | Racket Squad                      | Кэрол Адамс (3 эпизода)                                           |
| 1951—1952 | с   | Театр у камина                         | Fireside Theatre                  | разные роли (3 эпизода)                                           |
| 1952      | ф   | Из-за тебя                             | Because of You                    | Розмари Болдер                                                    |
| 1952      | ф   | Пылающий лес                           | The Blazing Forest                | Грейс Хэнсон                                                      |
| 1952      | с   | Дела Эдди Дрейка                       | The Cases of Eddie Drake          | доктор Джоан Райт (2 эпизода)                                     |
| 1952      | с   | Театр века Шефера                      | The Schaefer Century Theatre      | (1 эпизод)                                                        |
| 1952      | с   | Театр «Груэн Гилд»                     | Gruen Guild Playhouse             | разные роли (2 эпизода)                                           |
| 1952      | с   | Опасное задание                        | Dangerous Assignment              | разные роли (2 эпизода)                                           |
| 1952—1953 | с   | Театр «Шеврон»                         | Chevron Theatre                   | разные роли (5 эпизодов)                                          |
| 1953      | ф   | Зловещий порт                          | Port Sinister                     | доктор Джоан Хантер                                               |
| 1953      | с   | Большой город                          | Big Town                          | Эвелин Копак (1 эпизод)                                           |
| 1953      | с   | Закон – это я                          | I'm the Law                       | Вивьен Макбёрни (1 эпизод)                                        |
| 1953      | с   | Мистер и миссис Норт                   | Mr. & Mrs. North                  | Долли (1 эпизод)                                                  |
| 1954      | с   | Театр «Пепси-колы»                     | The Pepsi-Cola Playhouse          | разные роли (2 эпизода)                                           |
| 1955      | с   | Жизнь и житие Уайатта Эрпа             | The Life and Legend of Wyatt Earp | Эллис Кеннеди (1 эпизод)                                          |
| 1955      | с   | Приключения Эллери Куина               | The Adventures of Ellery Queen    | миссис Харви (1 эпизод)                                           |
| 1957      | ф   | Самое маленькое представление на свете | The Smallest Show on Earth        | член актёрского состава (в титрах не указана)                     |
| 1958      | ф   | Неистовые игры                         | Violent Playground                | Морин Оуэн (в титрах не указана)                                  |